# Grandes éxitos de Celia Cruz
Grandes Éxitos de Celia Cruz es el decimoprimer disco completo de la agrupación cubana que interpretan ritmos latinoamericanos, incluyen números publicados en anteriores placas, grabado en 1952. Es el vigésimo long play comercial de la Sonora Matancera. El tema "Choucouné", lo canta a dúo con la haitiana Martha Jean Claude.

## Canciones
1. Abre la Puerta, Querida
2. Choucouné
3. Ya Llegó el Carnaval
4. Tu Voz
5. Ritmo, Tambó y Flores
6. Tatalibabá
7. El Guajirito Contento
8. Guede Zaina
9. Las Frutas y mi Son Cubano
10. Reina Rumba
11. La Danza del Cocoyé
12. Rumba para Parejas

- Datos: Q5884806